# Arnulf de Sens
Arnulf de Sens (793/794 - avril 841) était un noble franc et membre de la dynastie carolingienne.

## Biographie
Arnulf était le fils illégitime de Louis le Pieux et Théodolinde, et le demi-frère aîné de Lothaire Ier, Pépin d'Aquitaine, Louis le Germanique et Charles le Chauve. 
Il est nommé comte de Sens, cité comme tel en 817. À l'époque de sa mort en 841, il est un des alliés de son demi-frère le roi Lothaire Ier.